# جوزيف كريستوف
جوزيف كريستوف (بالفرنسية: Joseph Christophe)‏ هو رسام فرنسي، ولد في 1662 في فردان في فرنسا، وتوفي في 29 مارس 1748 في باريس في فرنسا.